# Tyree Brown
Tyree Brown (* 9. Januar 2004 in San Francisco, Kalifornien) ist ein US-amerikanischer Kinderdarsteller, der durch die Rolle des Jabbar Trussell aus der Serie Parenthood bekannt geworden ist.

## Werdegang
Tyree Brown begann bereits im Alter von drei Jahren zu Modeln. Kurz darauf machte er auch Radiowerbung. Mit fünf Jahren, sprach er für eine Rolle in der Serie Parenthood vor und wurde daraufhin als Jabbar Trussell verpflichtet, den er bis 2015 in über 100 Folgen darstellte. Während diesem Engagement sprach er auch kleinere Rollen in den erfolgreichen Animationsfilmen Die Monster Uni und Die Eiskönigin – Völlig unverfroren.
Daneben trat er als Gastdarsteller in Serie wie Navy CIS, The First Family, Criminal Minds und Black-ish auf.

## Filmografie (Auswahl)
- 2010–2015: Parenthood (Fernsehserie, 102 Episoden)
- 2013: Die Monster Uni (Monsters University, Stimme)
- 2013: Mr. Box Office (Fernsehserie, Episode 1x22)
- 2013: Die Eiskönigin – Völlig unverfroren (Frozen, Stimme)
- 2013: The First Family (Fernsehserie, Episode 1x27)
- 2014: Navy CIS (Fernsehserie, Episode 12x07)
- 2014: Only Human (Fernsehfilm)
- 2015: Operation: Neighborhood Watch!
- 2016: Mack & Moxy (Fernsehserie, Episode 1x03)
- 2016: Criminal Minds (Fernsehserie, Episode 11x16)
- 2017: Camp Cool Kids
- 2020: Black-ish (Fernsehserie, Episode 6x12)
- 2020: My Brothers’ Crossing
- 2020: One Nation Under God